# Himerio
Himerio (en griego antiguo Ἱμέριος; c. 315–386) fue un sofista y retórico griego, oriundo de Prusa en Bitinia, donde su padre Ameinias destacó como retórico.

## Vida
Parece que recibió su educación básica e instrucción en retórica en el hogar paterno, y entonces marchó a Atenas, que seguía siendo la sede principal de la cultura intelectual, para completar sus estudios. No es improbable que allí fuese un pupilo de Proeresio, en cuyo rival se convertiría más tarde. Más tarde viajó, según la costumbre de los sofistas de la época, a varias parte del Este: visitó así Constantinopla, Nicomedia, Lacedemón, Tesalónica, Filipos y otros lugares, y en algunos permaneció cierto tiempo, dando sus discursos.
Sin embargo, terminó volviendo a Atenas, y se estableció allí. Comenzó entonces su carrera como rétor, y al principio impartió solo clases privadas, pero poco después fue nombrado profesor de retórica, percibiendo un salario. En esta posición logró una gran reputación, y algunos de los hombres más distinguidos de la época, como Basilio y Gregorio de Nacianzo, estuvieron entre sus pupilos. El emperador romano Juliano, que también había oído de él, probablemente durante su visita a Atenas en el 355 y 356, concibió tal admiración hacia Himerio que poco después (362) le invitó a su corte en Antioquía y le hizo su secretario. Himerio no regresó a Atenas hasta después de la muerte de su rival Proheresio (368), aunque el emperador Juliano había fallecido cinco años antes (363). Allí retomó su antiguo puesto, y se distinguió tanto por su instrucción como por su oratoria. Vivió hasta una edad avanzada, pero sus últimos años no estuvieron libres de calamidades, pues perdió a su único hijo, Rufino, y quedó ciego durante la última parte de su vida. Según la Suda murió en un ataque de epilepsia (ἱερὰ νόσος).

## Obra
Himerio fue un pagano y, como Libanio y otros hombres eminentes, permaneció como tal aunque en sus escritos no se perciba odio o animosidad alguna contra los cristianos. Habla de ellos con bondad y moderación, y parece que en general fue un hombre de disposición amigable.
Fue autor de un considerable número de obras, de las que solo se conserva una parte. Focio conocía setenta y una oraciones y discursos sobre diferentes temas, pero actualmente solo se conservan veinticuatro oraciones completas, extractos de otras treinta y seis en Focio, y de las once restantes solo fragmentos. En su oratoria Himerio tomaba a Elio Aristides de modelo. Los discursos conservados son declamaciones y charlas públicas, como era costumbre en la época, y fueron pronunciadas en ciertas ocasiones, como el matrimonio de Severo y la muerte de su hijo Rufino, o se declamaban simplemente en el curso de exhibiciones oratorias. Algunas de ellas tratan de sucesos de la época, y por tanto tienen interés histórico.
Su estilo no está por encima del de los retóricos corrientes de su épica, oscuro y sobrecargado de expresiones figurativas y alegóricas, y aunque está claro que Himerio no carecía de talento como orador, sigue estando en gran medida bajo la influencia del gusto de su época por la fraseología rimbombante, mezclando expresiones poéticas y obsoletas con su prosa, y rara vez deja pasar la oportunidad de demostrar su erudición.

### Ediciones
Tras el resurgimiento de las cartas, las obras de Himerio fueron mayoritariamente abandonadas, pues no se hizo una edición completa de todas sus obras conservadas hasta finales del siglo XVIII. Cinco oraciones habían sido publicadas antes, una por Fabricius, otra por Majus (Giessen, 1719), y otros tres por el mismo Majus (Halle, 1720), cuando G. C. Harles editó una oración (la séptima según este orden), como espécimen y precursora de las demás, con un comentario de G. Wernsdorf (Erlangen, 1784). Éste preparó entonces una colección completa con todas las obras conservadas de Himerio, con comentario e introducción, que apareció publicada en Gotinga (1790). Un fragmento de cierta longitud, descubierto más tarde, está recogido en la Anécdota graeca de Boissonade.